# Ricnodon
Ricnodon is een geslacht van uitgestorven Microsauria binnen de familie Hapsidopareiontidae dat tijdens het Laat-Carboon leefde in Bohemen.
Antonín Frič benoemde in 1883 drie soorten. De typesoort Ricnodon copei heeft als holotype CGH 232, een slecht bewaard fragmentarisch skelet met schedel gevonden bij Nyrany in een laag van de Kladnoformatie. De geslachtsnaam betekent 'verwelkte tand' van het Oudgrieks ῥικνός en odoon. De soortaanduiding eert Edward Drinker Cope. De twee andere soorten zijn Ricnodon disperses en Ricnodon trachylepis, uit dezelfde vindplaats. Alfred Romer begreep dat het bij deze soorten om slecht materiaal gaat dat niets met Ricnodon van doen heeft. Later is slecht materiaal uit Joggins toegewezen aan een Ricnodon sp. Ricnodon limnophyes Steen 1938 is hernoemd tot Crinodon.
De ongeveer zestien maxillaire tanden lopen taps toe aan het spits, waarnaar de geslachtsnaam verwijst. Dat kan echter een artefact zijn veroorzaakt door breuken. De bekkenbeenderen zijn vergroeid tot een enkele plaat.
Behalve dat het om een microsauriër gaat, is weinig duidelijk over de verwantschappen van Ricnodon. Hij wordt wel in de Hapsidopareiontidae geplaatst gezien de geringe lichaamsomvang.